# Пекинский договор (1860)
1. REDIRECT Пекинский трактат (1860)